# Hammarsboda träsk
Hammarsboda träsk är en sjö i Finland. Den ligger i Kimitoöns kommun i landskapet Egentliga Finland, i den södra delen av landet, 140 km väster om huvudstaden Helsingfors. Hammarsboda träsk ligger 15,6 meter över havet. I omgivningarna runt Hammarsboda träsk växer i huvudsak barrskog. Arean är 95,7 hektar och strandlinjen är 9,32 kilometer lång. Sjön  ingår i Södra Skärgårdshavets avrinningsområde. 